# Manfred Mayrhofer
Manfred Mayrhofer (* 26. September 1926 in Linz; † 31. Oktober 2011 in Wien) war ein österreichischer Indogermanist mit Spezialisierung auf die indo-iranischen Sprachen.

## Leben
Mayrhofer studierte Indogermanistik, Semitistik und Philosophie in Graz. Hier wurde er 1949 promoviert, 1951 erfolgte die Habilitation.
Seit 1953 war er an der Universität Würzburg tätig, zunächst als Gastdozent, seit 1958 als außerplanmäßiger Professor, seit 1959 als ordentlicher Professor. Von 1962 bis 1966 lehrte er als ordentlicher Professor in Saarbrücken, von 1966 bis zu seiner Emeritierung 1990 als ordentlicher Professor an der Universität Wien.
Er ist vor allem bekannt für sein Etymologisches Wörterbuch des Altindoarischen.

## Auszeichnungen
- 1982: Kulturpreis des Landes Oberösterreich
- 1985: Ehrendoktor der University of Illinois
- 1986: Österreichisches Ehrenzeichen für Wissenschaft und Kunst
- 1988: Wilhelm-Hartel-Preis
- 1991: Ehrenmedaille in Gold der Stadt Wien
- 2004: Kardinal-Innitzer-Preis

## Mitgliedschaften (Auswahl)
- 1971: Sächsische Akademie der Wissenschaften
- 1977: Bayerische Akademie der Wissenschaften
- 1992: American Philosophical Society
- 1993: American Academy of Arts and Sciences
- 2001: British Academy
- Akademie der Wissenschaften zu Göttingen
- Heidelberger Akademie der Wissenschaften
- Österreichische Akademie der Wissenschaften
- Ungarische Akademie der Wissenschaften
- Russische Akademie der Wissenschaften

## Hauptarbeiten
- Sanskrit-Grammatik (1953), ISBN 0-8173-1285-4.
- Die Indo-Arier im alten Vorderasien. O. Harrassowitz, Wiesbaden 1966.
- Die Arier im Vorderen Orient, ein Mythos? Mit einem bibliographischen Supplement. Verlag der Österr. Akademie der Wissenschaften, Wien 1974.
- Die avestischen Namen. IPNB I/1. Verlag der Österr. Akademie der Wissenschaften, Wien 1977.
- Sanskrit-Grammatik mit sprachvergleichenden Erläuterungen (1978), ISBN 3-11-007177-0.
- Ausgewählte kleine Schriften. Hrsg. v. Rüdiger Schmitt. 2 Bde. Dr. Reichert, Wiesbaden 1979/1996, ISBN 3-88226-038-6.
- Die altiranischen Namen. Verlag der Österr. Akademie der Wissenschaften, Wien 1979.
- Zur Gestaltung des etymologischen Wörterbuches einer „Großcorpussprache“ (= Sitzungsberichte der Österr. Akademie der Wissenschaften, Philosoph.-Histor. Klasse, 368. Veröffentlichungen der Kommission für Linguistik und Kommunikationsforschung 11). Verlag der Österr. Akademie der Wissenschaften, Wien 1980. ISBN 3-7001-0341-7.
- Nach hundert Jahren. Ferdinand de Saussures Frühwerk und seine Rezeption durch die heutige Indogermanistik. Carl Winter Universitätsverlag, Heidelberg 1981.
- Sanskrit und die Sprachen Alteuropas. Göttingen 1982.
- Kurzgefasstes Etymologisches Wörterbuch des Altindischen (KEWA). 4 Bde. Carl Winter Universitätsverlag, Heidelberg 1956/1963/1976/1980. ISBN 0-8288-5722-9. Überholt durch
- Etymologisches Wörterbuch des Altindoarischen (EWAia). I–III. Carl Winter Universitätsverlag, Heidelberg 1992/1998/2001. ISBN 3-533-03826-2.
- Die Hauptprobleme der indogermanischen Lautlehre seit Bechtel. Verlag der Österr. Akademie der Wissenschaften, Wien 2004.
- Die Fortsetzung der indogermanischen Laryngale im Indo-Iranischen. Verlag der Österr. Akademie der Wissenschaften, Wien 2005.
- Einiges zu den Skythen, ihrer Sprache, ihrem Nachleben. VÖAW, Wien 2006.
- Indogermanistik: Über Darstellungen und Einführungen von den Anfängen bis zur Gegenwart. Verlag der Österr. Akademie der Wissenschaften, Wien 2009.